# Frankie Valli
Frankie Valli, rodným jménem Francesco Stephen Castelluccio, (* 3. května 1934) je americký zpěvák. Pocházel z rodiny italského původu, v níž byl nejstarším ze tří synů. Zpěvu se věnoval od útlého věku. Předtím, než si hudbou začal vydělávat, byl stejně jako jeho otec holičem. Ve druhé polovině padesátých let působil v kapele Four Lovers a počínaje rokem 1960 působí v kapele The Four Seasons. Spolu s dalšími členy této skupiny byl roku 1990 uveden do Rock and Roll Hall of Fame. O skupině vznikl muzikál Jersey Boys, podle něhož byl natočen stejnojmenný film. Valli rovněž hrál v několika seriálech či filmech, včetně seriálů Miami Vice a Rodina Sopránů a filmu Lepší teď než nikdy.